# 相良次郎
相良 次郎（さがら じろう、1904年（明治37年）5月11日 - 1991年（平成3年）4月29日）は、日本の英文学者。元青山学院大学教授。
父は大日本帝国陸軍の高級指揮官で、昭和の学校教育にも影響を与えた相良広一。母とみは渋谷氏宗家渋谷家の長女。戦後の日本に数多くの洋書・外国雑誌を紹介した出版史研究者で紀伊国屋書店元重役取締役の相良広明は実弟。工学博士で第12代東京工業大学学長の松田武彦と九州学院初代院長の遠山参良は義弟。第二次世界大戦中の満州国の大使館区で通訳者として活躍した田口喜美子は実妹。

## 来歴・人物
1904年（明治37年）、東京に生まれる。軍人だった父の仕事の関係で日本統治時代の朝鮮は京城府にて少年時代を過ごす。東京帝国大学英文科卒業。
スティーヴンスン、シャーロット・ブロンテ作品の翻訳や、サマセット・モーム他イギリス文学作家の研究で知られる。

## 子女
長女は詩人の古賀美帆（古賀俊江）、次女はヨーロッパ文学（英文学を除く）学者の林明江、三女は言語学者の浦上典江。

## 著作
- プール（英宝社 1988年）
- スティーブンスン（研究社出版 1938年）
- モームの世界（評論社 1977年）

## 翻訳
- バラントレイ家の世嗣 （中野好夫と共訳）（スティーヴンスン、河出書房 1940年）
  - 他は、闇の奥（コンラッド、中野訳、河出書房 1940年）. BN092972657
- バルフオアの冒険（スティーヴンスン、中央公論社 1949年）. DA00338787
- 我が偉大なる師（上・下巻）（矢川徳と共訳）（H.ピーターソン 創元社 1949年）
- ヴィレット〈第1-3巻〉―孤独なる魂の手記（シャーロット・ブロンテ、ダヴィッド社 1950年）. BN13579500
- シャーリー〈第1-3巻〉―妹エミリの肖像 （シャーロット・ブロンテ、ダヴィッド社 1952年）. BN12549821
- 教授 （上・下巻）（シャーロット・ブロンテ、ダヴィッド社 1954年）. BA4107204X
- 林檎の木（ジョン・ゴールズワージー 金星堂 1957年）. BB07086821